# Bokkenorchis
De bokkenorchis (Himantoglossum hircinum) is een Europese orchidee. Het is een vaste plant die eerst na enige jaren tot bloei komt. De soort is in België en Nederland wettelijk beschermd en staat in beide landen op de rode lijst van planten als zeer zeldzaam maar stabiel en toenemend in aantal.

## Kenmerken
De plant wordt 30-100 cm hoog en heeft een grote lang-ovale knol. Het bladrozet met 7-15 cm lange en 3- 5 cm brede bladeren komt al in de herfst tevoorschijn. Ze zijn stevig, mat blauwgroenig en verwelken vaalk al gedurende de bloeitijd. Dit is terug te voeren tot het oorspronkelijke warme verspreidingsgebied. Het blad is weinig vorstgevoelig maar bij strenge vorst kan necrose optreden. 
De bloemen zijn groot, kortgesteeld en staan in een vaak zeer lange, enigszins ijle aar. De schutbladen zijn lijn-lancetvormig, even lang als of korter dan het gedraaide, cilindrische vruchtbeginsel, ze zijn toegespitst, bleekgroen tot bijna witachtig, soms naar boven violet aangelopen. De buitenste bloemdekbladen neigen enigszins helmachtig samen, zijn langwerpig, iets spits, duidelijk generfd, bleekgroen tot witachtig, aan de top meestal vuilviolet, van binnen groen en purper-gestreept en gepunt. De zijdelingse binnenste bloemdekbladen zijn smal, lijnvormig, iets korter dan de buitenste. De lip is zeer lang, 3-6 cm, hangend, meestal 3-lobbig, met ongedeelde voet, die meestal sterkgekroesd en wit is, terwijl hij in het midden met zeer fijne papillen donkerviolet gepunt is, boven groen of violet. De zijlobben zijn smal lijnvormig, min of meer gegolfd of gekroesd, licht vuilgroen of ook roodachtig. De middenlob is zeer lang (tot 5 cm), lijnvormig, 3 tot 5 maal zo lang als de zijlobben en licht- of olijfgroen tot bruinviolet van kleur. Zij is vaak 2-spletig of 2-3-, zeldzamer 4-tandig, tijdens de bloeitijd heen- en weer-gebogen (in de knoptoestand spiraalvormig opgerold). De spoor is kort (2-3 mm lang), zakvormig, 4-5 maal zo kort als het vruchtbeginsel, stomp, naar beneden gericht. Het zuiltje is kort, stomp, het helmknopje is er geheel mee verbonden. De stuifmeelklompjes lopen ieder in een staartje uit, de hechtkliertjes zijn verbonden en zitten in een gemeenschappelijk 1-hokkig beursje. Het uitsteeksel van het snaveltje is kegelvormig.  De vrucht is een doosvrucht. De plant is eenzaadlobbig.
De plant bloeit van mei tot juli. De bloemen geuren naar geitenbok.

## Habitat
De bokkenorchis komt vooral voor in de duinen tussen lage struiken op droge, op het zuiden liggende kalkrijke grond en op zonnige hellingen van dijken. In het binnenland,  bijvoorbeeld in Duitsland en de Ardennen komt de plant voor in arme of droge graslanden, hoogstamboomgaarden en op steile hellingen met uitzondering van de noordhelling. Ook tussen dicht maar laag struikgewas met mosondergroei.

## Verspreiding
De plant komt voor van het Middellandse Zeegebied tot in Midden-Europa. De noordgrens reikt tot Midden-Engeland, Nederland en Midden-Duitsland. Voor 1950 kwam de plant in Nederland en België nauwelijks voor. Daarna werd ze gelijkelijk aan wat vaker aangetroffen. Sinds 1990 breidt de Bokkenorchis zich naar het noorden uit, waarschijnlijk door het veranderende klimaat. In België en Nederland is de plant vooral te vinden in de kustduinen en aansluitende gebieden. Er zijn ook groeiplaatsen in west Noord-Brabant, Limburg en Wallonië.

## Naamgeving enetymologie
- Synoniemen: Satyrium hircinum L. (1753), Aceras hircinum (L.) Lindl. (1835), Orchis hircina (L.) Crantz (1769), Loroglossum hircinum (L.) L.C.M.Richard (1817)

De botanische naam Himantoglossum is een samenstelling van Oudgrieks ἱμάς (himas) = riem en γλώσσα (glōssa) = tong en slaat op de lange, tongvormige lip van onder meer de bokkenorchis. De soortaanduiding hircinum is afgeleid van het Latijnse hircus dat geitenbok betekent.

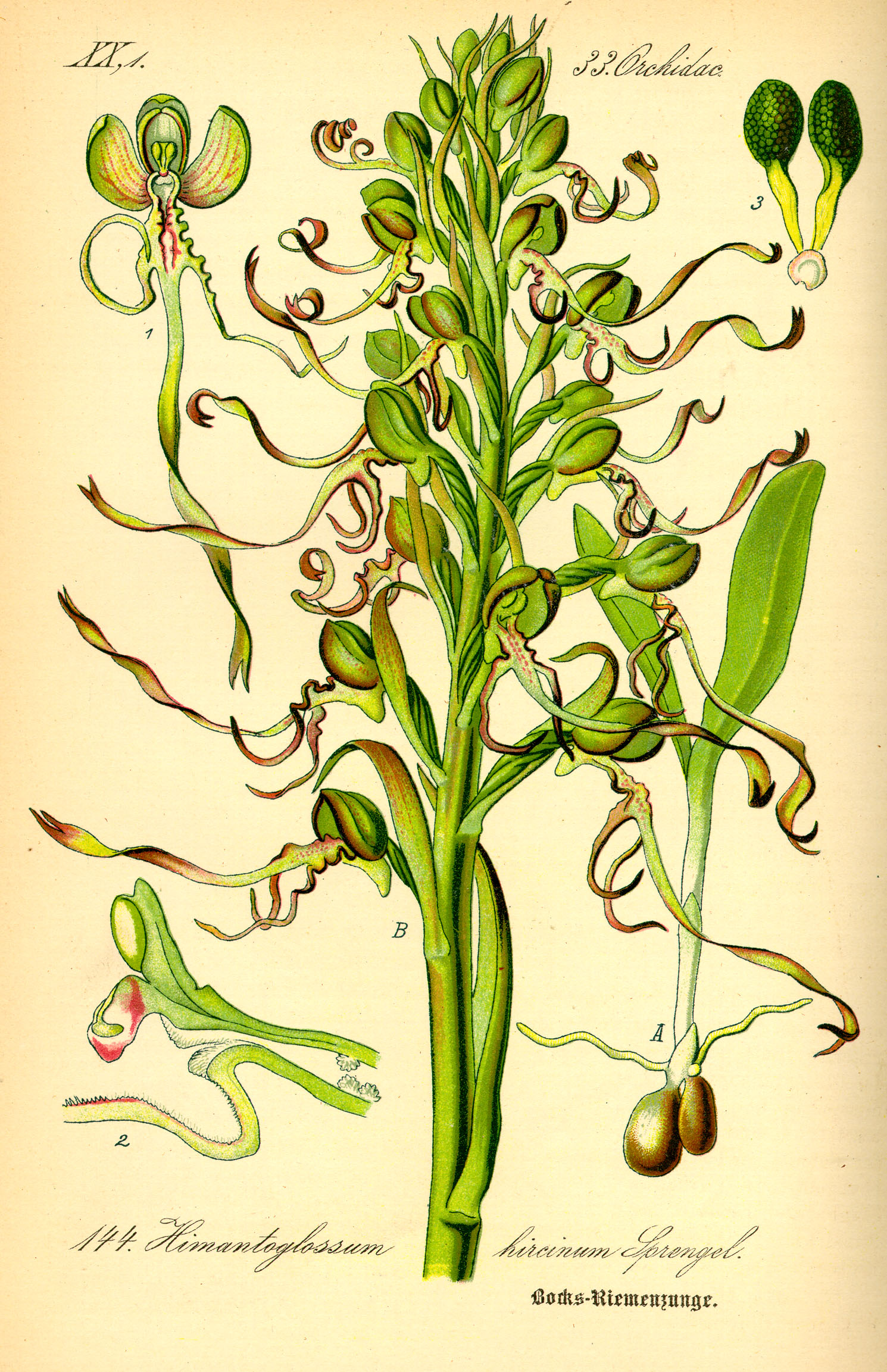
Botanische illustratie